# Хоффман, Лейла
Ле́йла Хо́ффман (англ. Leila Hoffman), в девичестве — Ро́тштайн (англ. Rothstein; 11 июня 1934, Хакни, Англия, Великобритания) — английская актриса

, комедиантка и писательница.

## Биография и карьера
Лейла Хоффман, урождённая Ротштайн, родилась 11 июня 1934 года в Хакни (Англия, Великобритания) в семье русских евреев Джозефа Ротштайна (1903—1959) и Эстер Ротштайн (в девичестве Шаевич; 1906—1992). У неё есть старшая сестра — Сибил Фокс (в девичестве Ротштайн; род. 1930). С 1960 года она замужем за актёром Альфредом Хоффманом, от которого у неё есть сын — Джастин Ротштайн Хоффман (род. 1965).
Хоффман сыграла роль Дот Тричер, овдовевшей соседки, в ситкоме BBC Three «Как не стоит жить». Она также появилась в нескольких комедийных онлайн-скетчах BBC с группой This Wondervision.

## Избранная фильмография
| Год       |   | Русское название                  | Оригинальное название                    | Роль                       |
| --------- | - | --------------------------------- | ---------------------------------------- | -------------------------- |
| 1990      | ф | Ведьмы                            | The Witches                              | Леди 2                     |
| 1994—2004 | с | Чисто английское убийство         | The Bill                                 | Миссис Карр / Пожилая леди |
| 1999      | ф | Путешествие Фелиции               | Felicia's Journey                        | Леди с сумкой              |
| 2001      | ф | Гарри Поттер и философский камень | Harry Potter and the Philosopher's Stone | Августа Долгопупс          |
| 2008—2011 | с | Как не стоит жить                 | How Not to Live Your Life                | Миссис Тричер              |
| 2009      | с | Молокососы                        | Skins                                    | бабушка                    |
| 2011      | с | Доктор Кто                        | Doctor Who                               | Миссис Росситер            |
| 2014      | с | Закон и порядок: Лондон           | Law & Order: UK                          | Флоренс                    |
| 2017      | с | Жители Ист-Энда                   | EastEnders                               | Фрида                      |